# دوري المقاطعات الشمالي الغربي 2005–06
دوري المقاطعات الشمالي الغربي 2005–06 هو موسم من دوري المقاطعات الشمالي الغربي. فاز فيه Cammell Laird 1907 F.C. ‏.